# Mesure des distances en astronomie
Plusieurs méthodes ont été identifiées pour mesurer des distances en astronomie. Chaque méthode n'est applicable que pour une certaine échelle. Le recoupement des méthodes permet, de proche en proche, de mesurer la distance des objets les plus lointains de l'univers observable.

## Mesure du rayon de la Terre
La première mesure connue effectuée en astronomie a été conçue au IIIe siècle av. J.-C. par Ératosthène, d'autres ont eu lieu auparavant, selon Aristote, sans donner plus de précisions sur les dates et les auteurs.
Son calcul est simple : le Soleil est si éloigné que ses rayons arrivent parallèlement en tout point de la Terre.
Ératosthène a lu qu'à Syène en Haute-Égypte (l'actuelle Assouan), les rayons tombent verticalement dans un puits à midi (solaire), le jour du solstice d'été. Cela veut dire que le Soleil passe par le zénith, il n'y a alors pas d'ombre. Plus au nord, au même moment, les rayons atteignent Alexandrie sous un angle non nul, qu'il mesura. 
L'angle mesuré est de 1⁄50e de cercle.
Cela signifie que la circonférence de la Terre est cinquante fois plus grande que la distance Syène-Alexandrie.
Ératosthène avait lu également que les caravanes de chameaux partant de Syène mettaient cinquante jours pour arriver à Alexandrie en parcourant cent stades par jour. Il calcula que la distance entre les deux villes de la vallée du Nil était de 5 000 stades. Le stade équivaut à 158 m. 
Par la mesure de l'ombre portée par ces objets de hauteur connue situés en deux points de latitude différente, il trouve la valeur de 250 000 stades (soit 39 500 km) pour la longueur du méridien, c'est-à-dire la circonférence terrestre. Cette mesure est exacte à 2 % près. Il en déduisit le rayon de la Terre.

## Mesures de la distance Terre-Lune et du diamètre de la Lune

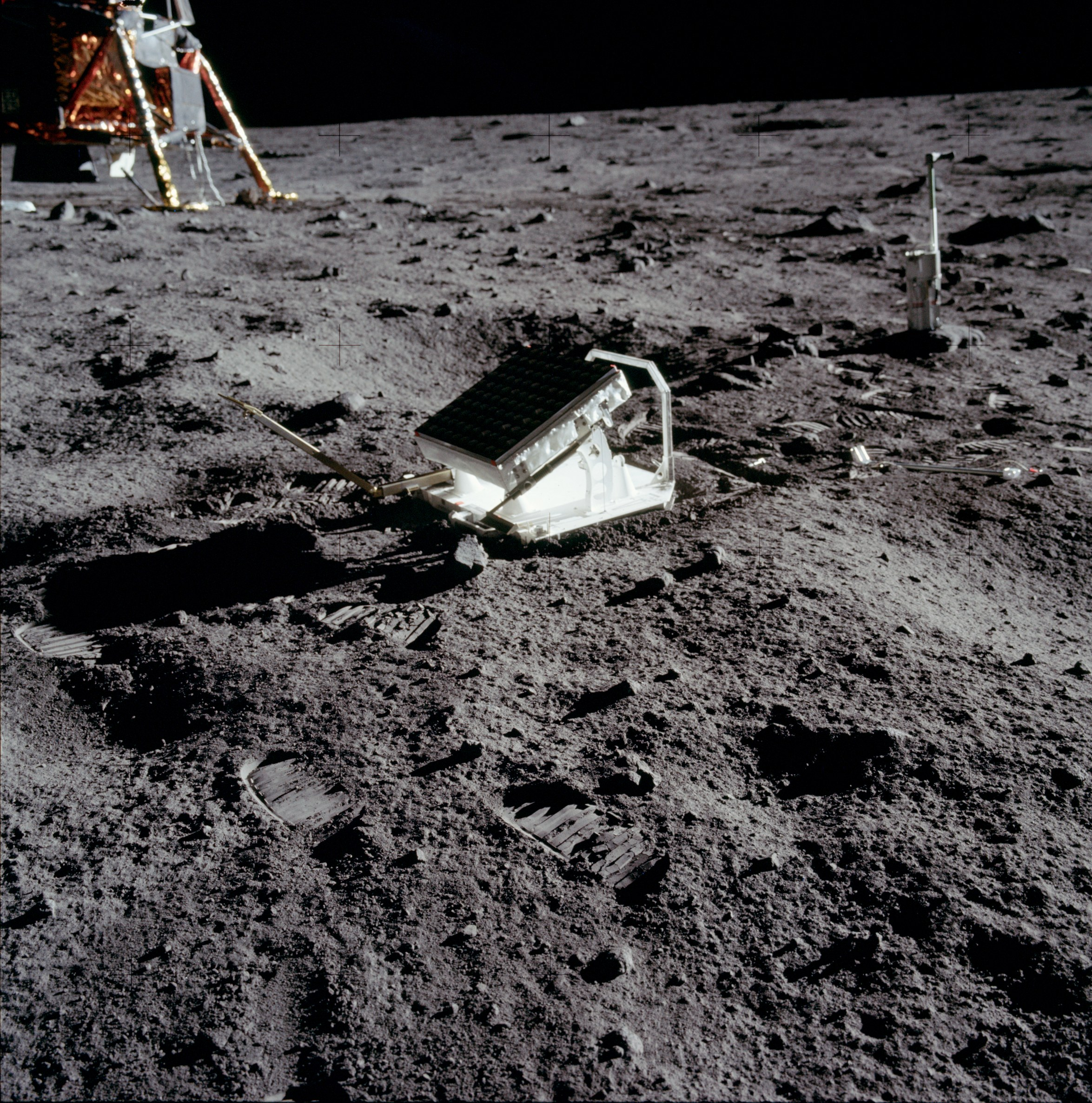
Photo du réflecteur posé lors de la mission Apollo 11.

La première mesure de la taille de la Lune et de la distance Terre-Lune a été réalisée dans l'Antiquité au moyen de l'observation des éclipses. L'observation des éclipses lunaires montre la largeur de l'ombre de la Terre sur la Lune et on voit que le diamètre de l'ombre de la Terre est de 2,5 diamètres lunaires au niveau de la Lune.  Or, lors d'une éclipse solaire, la surface terrestre est au sommet du cône d'ombre puisque la zone de la Terre dans l'ombre est petite (les diamètres apparents de la Lune et du Soleil sont quasi identiques). L'ombre de la Lune s'est donc rétrécie d'un diamètre lunaire après la distance Terre-Lune.
Il doit en être de même pour l'ombre de la Terre sur la Lune. Donc la Terre fait à peu près 2,5 + 1 = 3,5 diamètres lunaires (3,663 exactement). Connaissant le diamètre terrestre, on en déduit le diamètre lunaire en kilomètres. L'angle selon lequel on voit la Lune étant d'un demi-degré (1⁄110e de radian), la distance Terre-Lune est donc de 110 diamètres lunaires, soit 60 rayons terrestres ou 384 000 km.
À partir de 1969, le programme Apollo des Américains et le programme Luna des Soviétiques ont conduit à la pose de réflecteurs sur le sol lunaire. En mesurant le temps que met à revenir un faisceau laser émis depuis la Terre après s'être réfléchi sur la Lune, on peut en déduire la distance Terre-Lune avec une très grande précision (de l'ordre du centimètre). La distance moyenne calculée dans le cadre de l'expérience connue sous le nom de Télémétrie laser-Lune est de 384 466,999 9 km. Cette valeur est suspecte et non confirmée par l’article[réf. incomplète].

## Mesure de la distance Terre-Soleil
Plusieurs méthodes permettent de mesurer la distance Terre-Soleil. La première méthode non sujette à de grosses incertitudes a été mise en œuvre par Jean Picard, Jean-Dominique Cassini et Jean Richer en 1672. Jean Richer, parti à Cayenne, et Jean Dominique Cassini, resté à Paris, profitent du passage de Mars au plus proche de la Terre pour mesurer sa parallaxe. Ces observations simultanées leur permettent de déterminer les dimensions du système solaire, et notamment la distance entre la Terre et le Soleil, avec une bonne approximation (130 millions de kilomètres contre près de 149,6 millions pour la valeur moyenne actuelle). Cette mesure tire parti de la troisième des lois de Kepler appliquée à la révolution de la Terre et de Mars autour du Soleil.
Des estimations de plus en plus précises ont également été permises par l'étude des transits de Vénus qui se produisent par paire un peu moins d'une fois par siècle : 95,6 millions de kilomètres en étudiant celui de 1639, 153 millions de kilomètres après ceux de 1761 et de 1769, et enfin 149,9 millions de kilomètres après ceux de 1874 et de 1882. Cette dernière valeur est tout juste 0,2 % plus grande que la valeur moyenne estimée actuellement (149,6 millions de kilomètres).
Actuellement la distance Terre-Soleil est mesurée avec une précision de l'ordre de la dizaine de mètres grâce à l'utilisation de sondes spatiales et de télémétrie radar. Les transits de 2004 et de 2012 n'ont donc pas été nécessaires pour affiner les valeurs obtenues par le passé.

## Mesure de la distance des étoiles les plus proches - Parallaxe
La distance des étoiles les plus proches peut être aisément obtenue par la méthode de la parallaxe, et en particulier la parallaxe annuelle (la parallaxe diurne n'étant pas assez sensible pour ce cas). Le principe est de mesurer, par rapport aux étoiles lointaines, la déviation des étoiles les plus proches à 6 mois d'intervalle, alors que la Terre se sera déplacée de 2 fois 150 millions de kilomètres (2 fois la distance Terre-Soleil).
On obtient de bons résultats pour des étoiles situées à une distance de quelques centaines d'années-lumière.
Au-delà, cette méthode ne convient plus car l'angle obtenu est trop faible pour être mesuré avec précision.

## Mesure de la distance des étoiles et des galaxies proches - Céphéides
Les céphéides sont des étoiles variables brillantes dont la luminosité varie périodiquement selon une période P (exprimée en jours) directement corrélée à leur magnitude absolue moyenne MV en lumière visible selon une relation période-luminosité de la forme, :
MV = –2,43 ± 0,12 × ( log10P – 1 ) – ( 4,04 ± 0,02 ).
La comparaison de la magnitude absolue avec la magnitude apparente permet de déduire le module de distance de l'étoile, et donc son éloignement par rapport à la Terre.
La distance d de céphéides classiques exprimée en parsecs peut être calculée à partir de leur période P exprimée en jours et de leurs magnitudes apparentes MI dans le proche infrarouge et MV en lumière visible :
5 × log10d = MV + 3,34 × log10P – 2,58 × ( MV – MI ) + 7,50.
Cette méthode est héritée des travaux d'Henrietta Leavitt.

## Mesure de la distance des galaxies et des quasars - Décalage vers le rouge
Les galaxies les plus proches peuvent être mesurées par la méthode des céphéides lorsqu'elles contiennent une étoile de ce type très brillante.
La luminosité infrarouge des étoiles de population II au sommet de la branche des géantes rouges constitue un autre indicateur de distance utilisé pour évaluer l'éloignement des galaxies, dans la mesure où elle ne dépend ni de la masse ni de la métallicité des étoiles en question ; dans la mesure où des étoiles de population II se trouvent aussi bien dans les amas globulaires que dans les galaxies, cette méthode s'applique avec succès sur un grand nombre d'objets au sein du Groupe local.
Pour les objets plus lointains, on utilise la méthode du décalage vers le rouge. Elle permet de déduire  la vitesse à partir de l'observation des raies d'absorption ou d'émission issues de l'observation des spectres.
Cette méthode, combinée à la loi de Hubble, permet en théorie de mesurer les distances d'objets (pour peu qu'ils soient lumineux) situés jusqu'au plus profond de l'univers observable.

## Unités de mesure
Il existe des unités de mesure de longueur utilisés spécifiquement en astronomie :
- le parsec ;
- l'année-lumière ;
- l'unité astronomique.